# (23878) 1998 SN2
1998 أس أن 2 (ويعرف أيضًا باسم (23878) 1998 أس أن 2 وفق تسمية الكوكب الصغير) (بالإنجليزية: 1998 SN2)‏ هو كويكب ضمن حزام الكويكبات؛ وترتيبه 23878 من حيث الاكتشاف.
اكتُشف هذا الجُرم الفلكي بواسطة OCA–DLR Asteroid Survey ‏ في 18 سبتمبر 1998.

## وصلات خارجية
- (23878) 1998 SN2 في قاعدة بيانات مختبر الدفع النفاث لأجرام النظام الشمسي الصغيرة

- الاكتشاف · مخطط المدار ·  العناصر المدارية · المعلمات المادية

- (23878) 1998 SN2 على موقع ويكي سكاي: DSS2, SDSS, GALEX, IRAS, Hydrogen α, X-Ray, Astrophoto, Sky Map, Articles and images